# Villa Aldobrandini (Roma)
La Villa Aldobrandini è situata sull'estremità del colle del Quirinale detta dagli antichi romani Collis Latiaris e si trovava sul percorso della via detta Alta Semita, che dava il nome alla VI Regio augustea, vicino alle Terme di Costantino, affacciata sui Mercati traianei e la salita di Magnanapoli.

## Storia

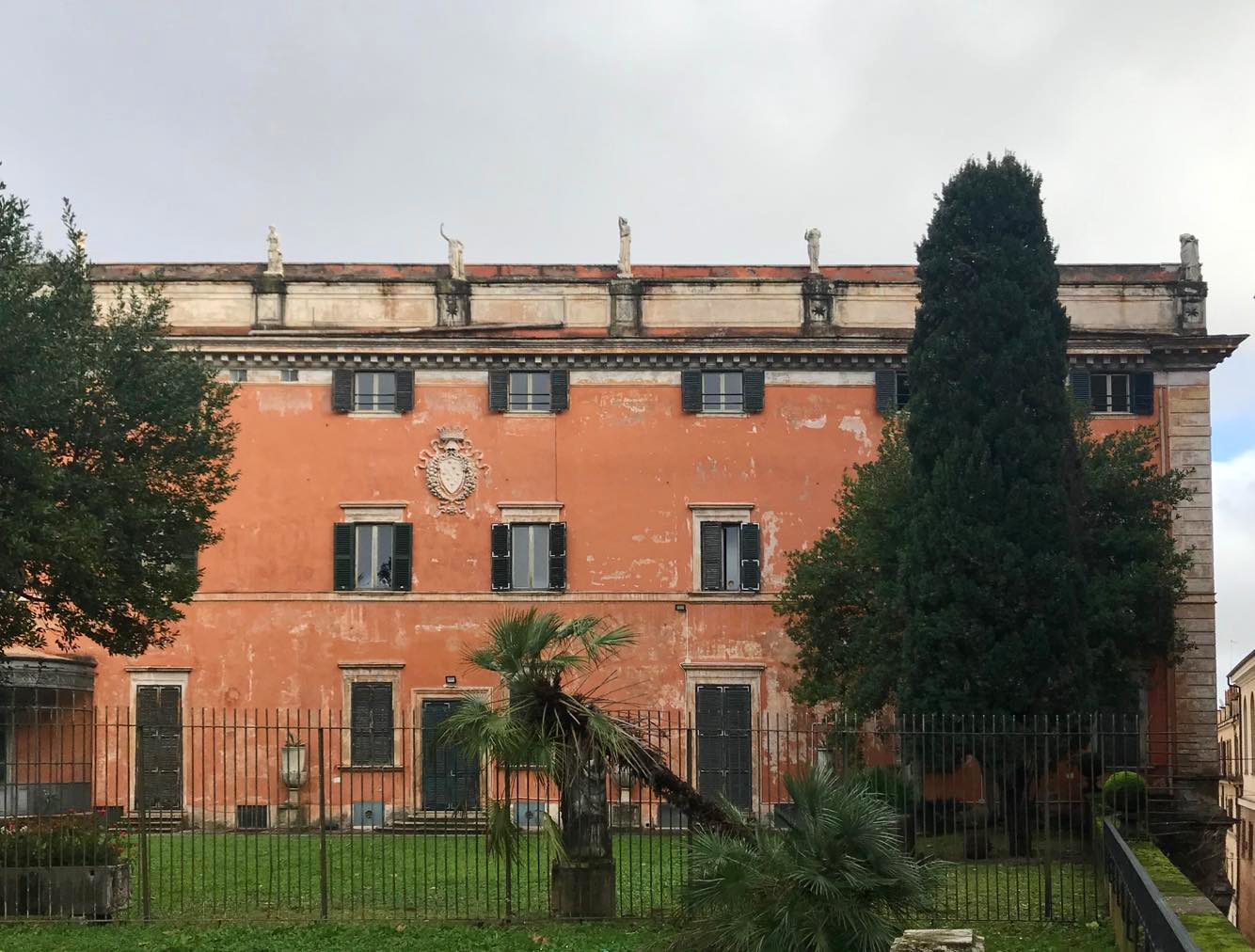
Il palazzo padronale della villa, concesso in uso all'UNIDROIT

La prima villa era stata edificata sui resti di costruzioni del II secolo, ancora visibili sull'ingresso da via Mazzarino. Appartenuta in passato alle famiglie Este e Vitelli, negli ultimi anni del secolo XVI vi lavorò Carlo Lambardi su commissione di Giulio Vitelli. Venne acquistata nel 1601 dal cardinale Pietro Aldobrandini (1571-1621), nipote di Clemente VIII (Aldobrandini, appunto), che ne fece ricostruire il corpo principale orientandolo su via Panisperna, e fece costruire il primo padiglione (quello a destra nella foto). Già agli inizi dell'800 apparteneva alla famiglia Borghese.
La villa era sontuosamente decorata e ospitò una preziosissima collezione di opere d'arte che nel tempo si arricchì di opere di tutti i maggiori artisti italiani, da Giovanni Bellini a Correggio a Giorgione, Leonardo da Vinci, Mantegna, Tintoretto, Tiziano, Veronese e altri ancora. Ne facevano parte anche le cosiddette Nozze Aldobrandini, affresco romano del I secolo oggi alla Biblioteca Apostolica Vaticana, e molti marmi antichi. Ancora a metà dell'Ottocento lo splendore della residenza meritava una nota nella Topografia statistica dello stato pontificio.
Passata durante il XVIII secolo alla famiglia Pamphili come descritta nella pianta del Nolli (al n.169), le collezioni sono andate disperse nelle vicende ereditarie della famiglia Aldobrandini, e l'apertura di quella che è oggi via Nazionale, tra il 1876 e il 1901, ha profondamente modificato il contesto urbanistico circostante, riducendola a grande belvedere alberato. Nel 1929 lo Stato italiano acquistò la villa, aprendone al pubblico il giardino. Il palazzo padronale fu invece concesso in uso dallo Stato all'UNIDROIT, che tuttora vi ha sede.

## Nelle vicinanze

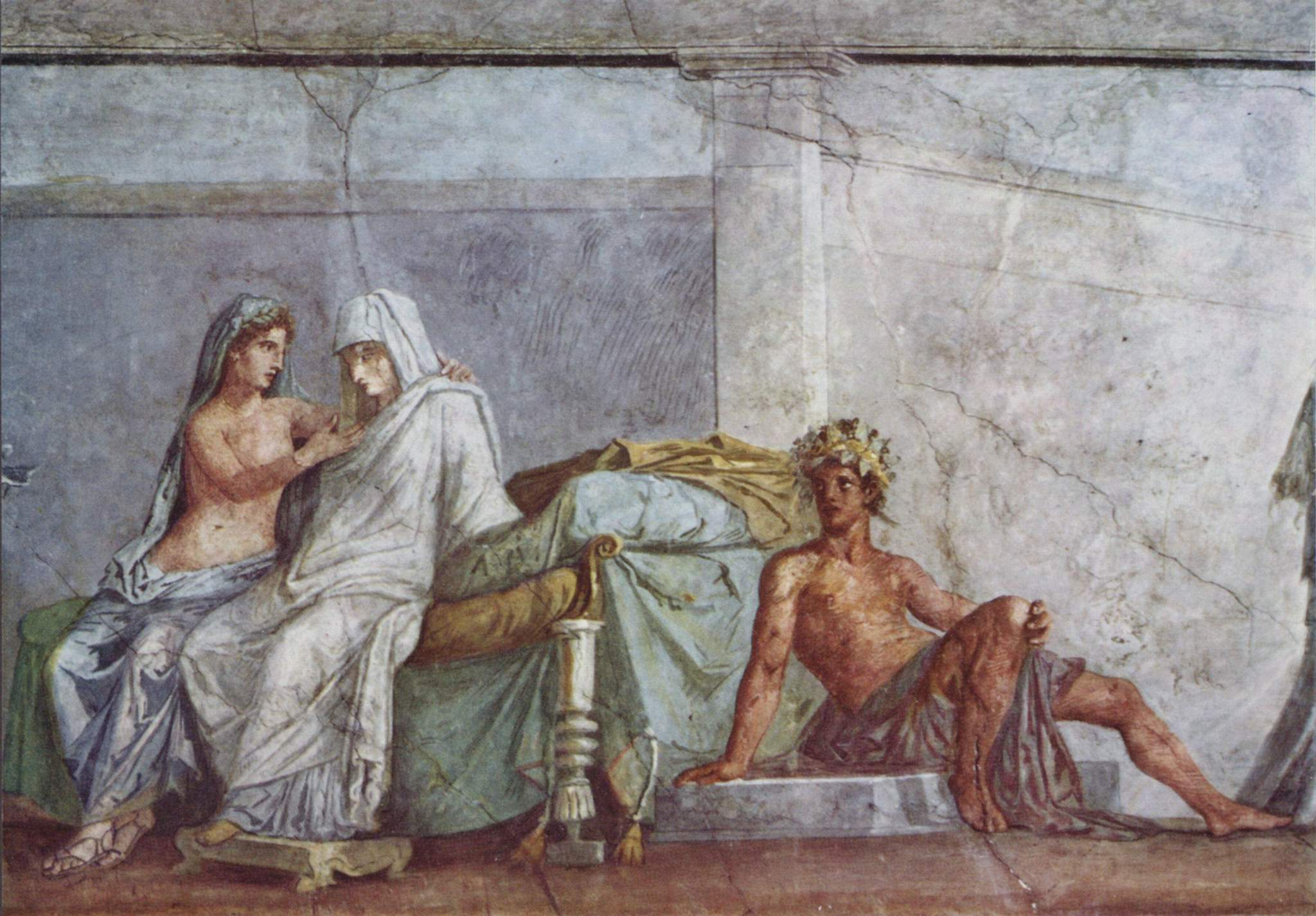
Le Nozze Aldobrandini (dettaglio)

Dal giardino della villa, la cui facciata è orientata verso via Panisperna, si dominano le chiese di Sant'Agata dei Goti, Santa Caterina a Magnanapoli, Ss. Domenico e Sisto, la Torre delle Milizie e i Mercati di Traiano.